# Jacques Goethals (piloot)
Jacques Goethals (Kortrijk, 18 november 1889 - 9 oktober 1918) was een gevechtspiloot van de Belgische Luchtmacht tijdens de Eerste Wereldoorlog. Hij stierf tijdens een luchtgevecht in de omgeving van Staden.

## Familiegeschiedenis
De piloot Jacques Goethals is een afstammeling van de bekende Kortrijkse familie Goethals-Vercruysse. Ook zijn broer André Goethals vocht mee tijdens de Eerste Wereldoorlog, maar werd krijgsgevangen genomen op 6 augustus 1914 bij een aanval op de forten rond Luik.

## Militaire carrière

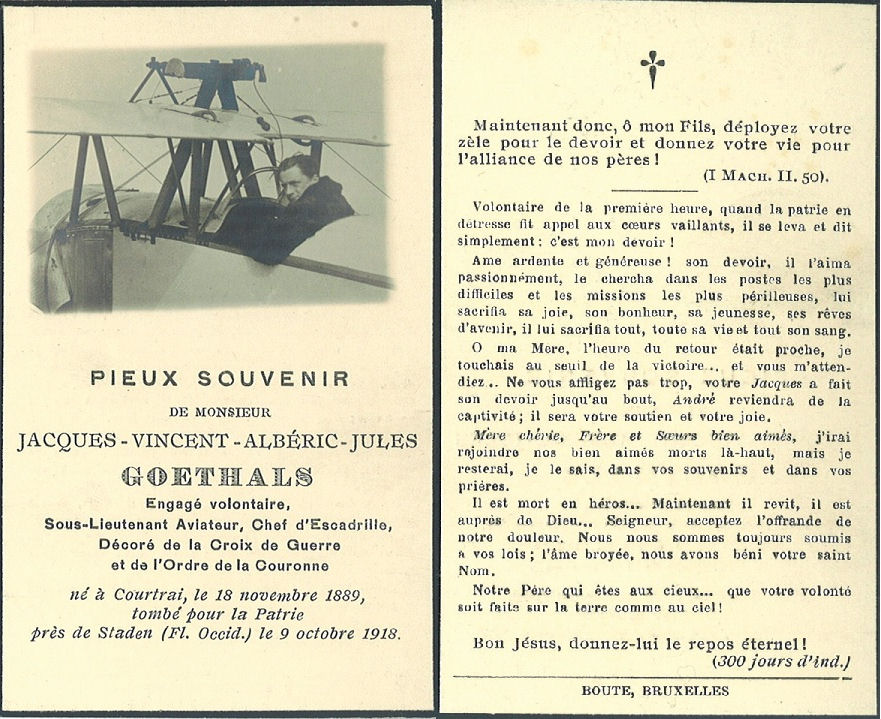
Foto van het originele doodsprentje van Jacques Goethals.

Jacques Goethals begon zijn militaire carrière als vrijwilliger op 22 februari 1915. Hij had op dat moment al zijn vliegbrevet gehaald in de burgerij. In het begin vloog hij voornamelijk mee als waarnemer bij verkenningsvluchten en bombardementen. Pas op 8 augustus 1915 behaalde hij zijn brevet als militair piloot.
Hij vloog met verschillende types vliegtuigen, waaronder Farman en Nieuport. Op 1 februari 1916 werd hij uiteindelijk jachtpiloot en werd een jaar later, op 19 mei 1917, benoemd tot officier. In januari 1918 raakte hij gewond tijdens een luchtgevecht, in onduidelijke omstandigheden, een maand later trok hij terug naar het front. Zijn laatste vlucht vloog hij met een Spad 7 op 9 oktober 1918. Hij werd geraakt tijdens een luchtgevecht door de Duitse piloot Harald Auffarth en stortte neer in de omgeving van Staden-Hazenwind.
Hij vloog in totaal 302 oorlogsvluchten en was betrokken bij 75 luchtgevechten. Er worden drie overwinningen met zekerheid aan hem toegewezen en drie andere waarbij hij betrokken was.